# Оєм
Оем (фр. Oyem) — місто в Габоні, адміністративний центр провінції Волю-Нтем. Розташоване на півночі провінції на березі річки Нтем.

## Географія
Місто розташоване на плато висотою близько 910 м. Місто є адміністративним і транспортним центром сусідніх сільськогогосподарських територій. Оєм знаходиться на відстані 411 км від столиці Габона, Лібревіля.

### Клімат
Місто знаходиться у зоні, котра характеризується мусонним кліматом. Найтепліший місяць — лютий із середньою температурою 25.4 °C (77.7 °F). Найхолодніший місяць — липень, із середньою температурою 23.2 °С (73.8 °F).
| Клімат Оема             | Клімат Оема | Клімат Оема | Клімат Оема | Клімат Оема | Клімат Оема | Клімат Оема | Клімат Оема | Клімат Оема | Клімат Оема | Клімат Оема | Клімат Оема | Клімат Оема | Клімат Оема |
| Показник                | Січ.        | Лют.        | Бер.        | Квіт.       | Трав.       | Черв.       | Лип.        | Серп.       | Вер.        | Жовт.       | Лист.       | Груд.       | Рік         |
| Середня температура, °C | 24,6        | 25,4        | 25,4        | 25,2        | 25,1        | 24,2        | 23,2        | 23,2        | 24,2        | 24,5        | 24,4        | 24,2        | 24,5        |
| Норма опадів, мм        | 77.1        | 89.6        | 204.6       | 208.9       | 206.9       | 103.3       | 38.6        | 48.6        | 220.6       | 338.5       | 214.2       | 86.9        | 1837.8      |
| Днів з опадами          | 6,3         | 7,9         | 13,6        | 14,8        | 16,4        | 9           | 4,7         | 6,4         | 16,2        | 21,6        | 16,3        | 7,4         | 140,6       |
| Вологість повітря, %    | 81.2        | 79.5        | 80.5        | 80.7        | 82.2        | 83.7        | 85.1        | 83.7        | 81.9        | 82.4        | 82.9        | 83          | 82.2        |
| ----------------------- | ----------- | ----------- | ----------- | ----------- | ----------- | ----------- | ----------- | ----------- | ----------- | ----------- | ----------- | ----------- | ----------- |
| Джерело: Weatherbase    |             |             |             |             |             |             |             |             |             |             |             |             |             |

## Історія
Оєм був названий на честь великого дерева, котре росло в межах міста.

## Економіка
Основні сільськогосподарські культури, що вирощуються в Оємі — какао та кава. Автомобільним транспортом вони доставляються в порти Камеруну Крибі та Дуала, звідки йдуть на експорт в інші країни. Тут виробляють також каучук і вирощують картоплю.

## Послуги
В місті є лікарня, дві церкви, сільськогосподарська школа, державна середня школа і митниця.

## Демографія
| Рік  | Населення |
| ---- | --------- |
| 1993 | 22 404    |
| 2010 | 40 235    |